# ジム・ワイザー
ジム・ワイザー（Jim Weisser ）は、サインタイム株式会社の創業者／代表取締役で連続起業家、エンジェル投資家。

起業においてのストーリーやアドバイスなどがケイシー・ウォール著『未来をつくる起業家 vol.2 ～日本発スタートアップの失敗と成功　21ストーリー～』に取り上げられる。

## 人物・来歴
アメリカ　テキサス州出身。PBXL株式会社を自己資金でスタートさせ（『未来をつくる起業家 vol.2 ～日本発スタートアップの失敗と成功　21ストーリー～』236ページ）、2013年に米国BroadSoft社のプラットフォームを利用したサービスを国内で初めて提供した人物である。
その後は米国と日本の企業向けの技術投資、中間管理、事業開発を行うワイザーズアイディア有限会社を、2020年9月には電子契約サービスの開発・運営を行うサインタイム株式会社をジョナサン・シーゲルと共同設立し、シリーズBラウンドで3億9,000万円の追加資金調達を達成した。
その他、在日米国商工会議所ではデジタルトランスフォーメーション（DX）委員会の共同議長を、
技術系ベンチャー向けのピッチコンテスト、アジア・アントレプレナーシップ・アワードで審査員を2019年から2020年まで務める。
ブラウン大学化学工学部で理学士号を取得、公益社団法⼈会社役員育成機構が提供している取締役や執行役員など向けのブートキャンプを修了している。

## 略歴
1996年4月　インターネットサービスプロバイダーであるPSINet社のTWICS の事業統合の責任者に就任
2000年5月　PSINetのTWICS の事業統合の責任者を辞任
2001年1月　総合エネルギー取引とITビジネスを行っていたEnron社に入社
2001年12月　Enron社を退職
2002年1月　ビジネスソリューションを提供するワイザーコンサルティング有限会社を設立
2006年4月　PBXL株式会社を設立
2009年1月　日本国内でビジネストレーニングプログラムを展開するJapan Market Expansion Competitionの会計官に就任
2014年7月　Japan Market Expansion Competitionの会計官を辞任
2015年11月　PBXL株式会社を米国BroadSoft社へ売却。社名をブロードソフト社に変更し、ブロードクラウドジャパン事業部長に就任
2018年2月　ブロードソフト社がシスコシステムズ合同会社に買収され、自身もシスコシステムズ合同会社のクラウドコーリングジャパン事業部長に就任
2019年10月　シスコシステムズ合同会社を退職
2019年11月　ワイザーコンサルティング有限会社をワイザーアイデアズ有限会社へ社名変更
2020年9月　サインタイム株式会社をジョナサン・シーゲルと共同設立